# Лео-Пауль Біллетер
Лео-Пауль Біллетер (нім. Leo-Paul Billeter, 31 грудня 1913 — 30 травня 1940, Валенштадт) — швейцарський футболіст, що грав на позиції нападника. Виступав, зокрема, за клуб «Берн», а також національну збірну Швейцарії.

## Клубна кар'єра
Грав у складі клубів «Кантональ» (Невшатель) і «Цюрих».
З 1934 року виступав у складі клубу «Берн» у вищому дивізіоні чемпіонату Швейцарії. Найвищий результат, якого досягла команда в ті роки — четверте місце в лізі в 1936 році. Також з командою грав у півфіналі Кубка Швейцарії в 1935 і 1936 роках.
Влітку 1936 року брав участь в Кубку Мітропи. Швейцарські клуби вперше отримали запрошення виступити в турнірі, розпочинали свій шлях в кваліфікаційному раунді і всі четверо представників не змогли пройти далі. «Берн» зустрічався з італійським клубом «Торіно». В першому домашньому матчі Біллетер забив гол, але це не врятувало його команду від великої поразки 1:4. В матчі-відповіді швейцарська команда поступилась зі ще більшим рахунком — 1:7.
В 1938 році з «Берном» вилетів з вищого дивізіону.
Загинув у 1940 році в роки війни. Під час військових навчань у Валленштадті осколок ручної гранати влучив йому в серце.

## Виступи за збірну
У 1932 році дебютував в офіційних матчах у складі національної збірної Швейцарії в матчі проти Чехословаччини в Кубку Центральної Європи з футболу 1931-1932. Швейцарія несподівано впевнено перемогла грізного суперника з рахунком 5:1 По два голи забили брати Андре і Макс Абегглени, а останній п'ятий швейцарський м'яч на рахунку Біллетера. Цей матч залишився єдиним у його міжнародній кар'єрі за збірну.

## Статистика виступів

### Статистика виступів в чемпіонаті
Виступи у вищому дивізіоні чемпіонату Швейцарії починаючи з сезону 1933/34.
| Сезон                       | Матчі | Голи | Клуб  |
| --------------------------- | ----- | ---- | ----- |
| Чемпіонат Швейцарії 1933/34 | 25    | 8    | Цюрих |
| Чемпіонат Швейцарії 1934/35 | 22    | 14   | Берн  |
| Чемпіонат Швейцарії 1935/36 | 17    | 3    | Берн  |
| Чемпіонат Швейцарії 1936/37 | 22    | 9    | Берн  |
| Чемпіонат Швейцарії 1937/38 | 11    | 3    | Берн  |
| РАЗОМ                       | 97    | 37   |       |

### Статистика виступів у Кубку Мітропи
| №                      | Розіграш               | Стадія                 | Дата та місце проведення | Команда 1              | Рахунок | Команда 2 | Голи |
| ---------------------- | ---------------------- | ---------------------- | ------------------------ | ---------------------- | ------- | --------- | ---- |
| 1                      | 1936                   | кв. раунд              | 07.06.1936 Берн          | Берн                   | 1:4     | Торіно    | 62'  |
| 2                      | 1936                   | кв. раунд              | 14.06.1936 Турин         | Торіно                 | 7:1     | Берн      |      |
| Всього в Кубку Мітропи | Всього в Кубку Мітропи | Всього в Кубку Мітропи | Всього в Кубку Мітропи   | Всього в Кубку Мітропи | 2       |           | 1    |